# Jason Kipnis
Jason Michael Kipnis (ur. 3 kwietnia 1987) – amerykański baseballista występujący na pozycji drugobazowego w Cleveland Indians.

## Przebieg kariery
Kipnis studiował na Arizona State University, gdzie w latach 2007–2008 grał w drużynie uniwersyteckiej Arizona State Sun Devils. W czerwcu 2008 został wybrany w czwartej rundzie draftu przez San Diego Padres, jednak nie podpisał kontraktu. Rok później ponownie przystąpił do draftu, gdzie został wybrany w drugiej rundzie przez Cleveland Indians. W Major League Baseball zadebiutował 22 lipca 2011 w meczu przeciwko Chicago White Sox.
3 sierpnia 2011 w spotkaniu z Boston Red Sox zdobył home runa w czwartym meczu z rzędu, jednocześnie stając się pierwszym w historii MLB zawodnikiem, który dokonał tego osiągnięcia w ciągu dwóch tygodni od momentu debiutu. 1 maja 2012 w meczu przeciwko Minnesota Twins zdobył pierwszego grand slama w MLB.
16 lipca 2013 po raz pierwszy wystąpił w Meczu Gwiazd. W kwietniu 2014 podpisał nowy, sześcioletni kontrakt wart 52,5 miliona dolarów.

## Nagrody i wyróżnienia
| Nagroda/wyróżnienie | Lata       | Źródło |
| 2× All-Star         | 2013, 2015 | [ 9 ]  |